# Rust
|  | Per a altres significats, vegeu «Rust (llenguatge de programació)». |

Rust és una ciutat estatutària o Statutarstadt de l'estat de Burgenland (Àustria), situada a la vora del llac Neusiedl. Encara que té menys de 2.000 habitants, va aconseguir els drets de ciutat independent o Statutarstadt per la corona hongaresa el 1681. La ciutat és famosa pels seus vins, especialment pel Beerenauslese, l'Eiswein, i finalment, però no menys important, el Ruster Ausbruch.